# E65 (Nordmakedonien)
E65 är en europaväg som går i Nordmakedonien från Skopje till Tetovo. Motorvägen passerar Matka och Bojane. I Skopje ansluts E65 till den längre motorvägen på E75.